# Retrovírus endógeno humano K
Retrovírus endógeno humano K (em inglês: Human endogenous retrovirus K, HERV-K) ou vírus derivado de teratocarcinoma humano (em inglês: Human teratocarcinoma-derived virus, HTDV) é uma família de retrovírus endógenos humanos. Filogeneticamente, o grupo HERV-K pertence ao supergrupo ERV2 ou Classe II ou semelhante a Betaretrovírus. Esse grupo de ERVs desempenha um papel importante na embriogênese, mas sua expressão é silenciada na maioria dos tipos de células em adultos saudáveis. A família HERV-K, e particularmente seu subgrupo HML-2, é o grupo mais jovem e mais transcricionalmente ativo e, portanto, é o mais bem estudado entre outros ERVs. Sua reativação ou expressão anômala de HML-2 em tecidos adultos foi associada a vários tipos de câncer e a doenças neurodegenerativas, como esclerose lateral amiotrófica. O retrovírus endógeno K (HERV-K) está relacionado ao vírus do tumor mamário em camundongos. Ele existe nos genomas humanos e cercopitecoides. O genoma humano contém centenas de cópias do HERV-K e muitos deles possuem estruturas de leitura aberta completas (ORFs) que são transcritas e traduzidas, especialmente no início da embriogênese e em doenças malignas.
Em 2021 foi supostamente apontado por um estudo da Fundação Oswaldo Cruz (FIOCRUZ) como um dos agravantes dos casos graves de COVID-19. O vírus encontra-se inativo, mas quando ativado pela Sars-Cov-2, também pode causar mortalidade precoce em pacientes internados.